# Manuel Torres (peleador)
Manuel Roberto Torres Cano (Chihuahua, Chihuahua; 25 de marzo de 1995) es un artista marcial mixto mexicano que compite en la división de peso ligero del Ultimate Fighting Championship.

## Carrera de artes marciales mixtas

### Carrera temprana
Empezó su carrera como profesional de MMA en mayo de 2014, y por los siguientes cuatro años, había compilado un récord invicto de 8-0. Su debut fue una victoria por nocaut técnico en el primer asalto sobre Ever Alvarado en el evento WBS 2 de World Best Gladiators.
El 3 de noviembre de 2018, Torres perdió su invicto ante Mahatma García en Hardcore Fighter 3 por sumisión, luego de ser sometido a un gancho en el talón.
Torres enfrentó a Kolton Englund el 26 de octubre de 2021 en el Dana White's Contender Series 45. Ganó la pelea por nocaut técnico en el primer asalto, y aseguró un contrato con UFC.

### Ultimate Fighting Championship
Torres se enfrentó a Frank Camacho el 14 de mayo de 2022 en UFC on ESPN 36. Ganó la pelea por nocaut técnico en el segundo asalto. Esta victoria le valió el premio a la Actuación de la Noche.
Torres estaba programado para enfrentar a Trey Ogden el 25 de marzo de 2023 en UFC en ESPN 43. Sin embargo, la pelea fue cancelada el día anterior debido a que sufrió un problema médico.
Torres se enfrentó a Nikolas Motta el 17 de junio de 2023 en UFC on ESPN 47. Ganó la pelea por nocaut tras liquidar a Motta con un codazo en el primer asalto. Esta victoria le valió su segundo premio a la Actuación de la Noche.
Torres se enfentó a Chris Duncan el 24 de febrero de 2024 en UFC Fight Night 237. Ganó la pelea vía sumisión en el primer asalto. Esta victoria le valió, por tercer año consecutivo, un premio a la Actuación de la Noche.
Torres se enfrentó a Ignacio Bahamondes el 14 de septiembre de 2024 en UFC 306. Perdió la pelea por nocaut técnico en el primer asalto.
Torres se enfrentó a Drew Dober el 29 de marzo de 2025 en UFC on ESPN 64. Ganó la pelea por nocaut técnico en el primer asalto. Esta victoria le valió el premio a la Actuación de la Noche, siendo el cuarto año consecutivo en que lo consigue.

## Campeonatos y logros
- Ultimate Fighting Championship
  - Actuación de la Noche (Cuatro veces) vs. Frank Camacho, Nikolas Motta, Chris Duncan y Drew Dober
  - Empatado (con Terrance McKinney) por el tiempo promedio más corto en la historia de la división de peso ligero de UFC (2:34)[20]
  - La mayor cantidad de derribos cada quince minutos en la historia de la división de peso ligero de UFC (3.51)[20]
  - El tercer golpe más significativo conectado por minuto en la historia de la división de peso ligero de UFC (7,25)[20]
  - El tercer diferencial de golpes más alto en la historia de la división de peso ligero de UFC (2.73)[20]

- Beat Down MMA
  - Campeonato de Peso Pluma de BDMMA (Una vez)

## Récord en artes marciales mixtas
| Récord profesional | Récord profesional | Récord profesional |
| 19 peleas          | 16 victorias       | 3 derrotas         |
| ------------------ | ------------------ | ------------------ |
| Nocaut             | 8                  | 1                  |
| Sumisión           | 7                  | 2                  |
| Decisión           | 1                  | 0                  |

| Resultado | Récord | Oponente           | Método                      | Evento                                   | Fecha                    | Ronda | Tiempo | Localización      | Notas                                      |
| --------- | ------ | ------------------ | --------------------------- | ---------------------------------------- | ------------------------ | ----- | ------ | ----------------- | ------------------------------------------ |
| Victoria  | 16–3   | Drew Dober         | TKO (golpes)                | UFC on ESPN: Moreno vs. Erceg            | 29 de marzo de 2025      | 1     | 1:45   | Ciudad de México  | Actuación de la Noche.                     |
| Derrota   | 15–3   | Ignacio Bahamondes | TKO (golpes)                | UFC 306                                  | 14 de septiembre de 2024 | 1     | 4:02   | Las Vegas, Nevada |                                            |
| Victoria  | 15–2   | Chris Duncan       | Sumisión (rear-naked choke) | UFC Fight Night: Moreno vs. Royval 2     | 24 de febrero de 2024    | 1     | 1:46   | Ciudad de México  | Actuación de la Noche.                     |
| Victoria  | 14–2   | Nikolas Motta      | KO (codazo)                 | UFC on ESPN: Vettori vs. Cannonier       | 17 de junio de 2023      | 1     | 1:50   | Las Vegas, Nevada | Actuación de la Noche.                     |
| Victoria  | 13–2   | Frank Camacho      | TKO (golpes)                | UFC on ESPN: Błachowicz vs. Rakić        | 14 de mayo de 2022       | 1     | 3:27   | Las Vegas, Nevada | Actuación de la Noche.                     |
| Victoria  | 12–2   | Kolton Englund     | TKO (golpes)                | Dana White's Contender Series 45         | 26 de octubre de 2021    | 1     | 2:10   | Las Vegas, Nevada |                                            |
| Victoria  | 11–2   | Carlos Canada      | Sumisión (guillotine choke) | UWC México 27                            | 11 de junio de 2021      | 1     | 0:25   | Tijuana           |                                            |
| Victoria  | 10–2   | Daniel Vega        | Sumisión (rear-naked choke) | RRR Promotions 6 - Rico vs. Torres       | 14 de marzo de 2020      | 1     | 1:03   | Chihuahua         |                                            |
| Derrota   | 9–2    | Carlos Calvo       | Sumisión (kneebar)          | Crixus MMA 01                            | 12 de septiembre de 2019 | 1     | 1:23   | Tijuana           |                                            |
| Victoria  | 9–1    | Luis Cervantes     | Sumisión (rear-naked choke) | HF 4                                     | 23 de febrero de 2019    | 1     | 0:53   | Cancún            |                                            |
| Derrota   | 8–1    | Mahatma García     | Sumisión (heel hook)        | HF 3                                     | 3 de noviembre de 2018   | 1     | 0:59   | Cancún            |                                            |
| Victoria  | 8–0    | Adonilton Matos    | Sumisión (rear-naked choke) | BDMMA - Beat Down MMA 3: Grand Prix      | 18 de agosto de 2018     | 1     | 2:21   | Ciudad de México  | Ganó el Campeonato de Peso Pluma de BDMMA. |
| Victoria  | 7–0    | Enrique González   | Decisión (dividida)         | BDMMA - Beat Down MMA 3: Grand Prix      | 18 de agosto de 2018     | 3     | 5:00   | Ciudad de México  |                                            |
| Victoria  | 6–0    | Julio Ramírez      | Sumisión (shoulder choke)   | HF 1                                     | 23 de marzo de 2018      | 1     | 1:15   | Cancún            |                                            |
| Victoria  | 5–0    | Orlando Macías     | TKO (golpes)                | The Art of Fighting - In Search of Glory | 2 de septiembre de 2017  | 1     | 4:21   | Guadalajara       |                                            |
| Victoria  | 4–0    | Andrés Baca        | KO (patada en el cuerpo)    | RC 5                                     | 11 de junio de 2016      | 1     | 0:12   | Chihuahua         |                                            |
| Victoria  | 3–0    | Jesús Tejeda       | TKO (retiro)                | RC 1                                     | 15 de agosto de 2015     | 1     | 2:07   | Chihuahua         |                                            |
| Victoria  | 2–0    | Raúl Armas         | Sumisión                    | WBG 8 - World Best Gladiators 8          | 18 de abril de 2015      | 1     | 0:50   | Chihuahua         |                                            |
| Victoria  | 1–0    | Ever Alvarado      | TKO (golpes)                | WBG - World Best Gladiators 2            | 24 de mayo de 2014       | 1     | N/A    | Chihuahua         |                                            |